# Alicja im Horrorland
Alicja im Horrorland  (Originaltitel: Alicja) ist eine polnisch-britisch-belgisch-US-amerikanische Musical-Literaturverfilmung von 1982, die sehr frei mit den Motiven von Lewis Carrolls Alice im Wunderland spielt, aber nur noch wenig mit der ursprünglichen Geschichte gemein hat. Die Regie lag bei Jacek Bromski und Jerzy Gruza. Alicja, gespielt von der französischen Schauspielerin Sophie Barjac, wird in einem Park ohnmächtig und erwacht in einer seltsamen Fabelwelt, wo sie auf skurrile Wesen trifft.
Tragende Rollen sind besetzt mit Jean-Pierre Cassel in der Rolle des Rabbit, des weißen Kaninchens, Susannah York in der Rolle der Queenie, der Herzkönigin, und mit Paul Nicholas in der Rolle der Grinsekatze.

## Handlung
Alicja, eine junge Fabrikarbeiterin, sitzt im Park auf einer Bank, als ihr ein joggender Mann auffällt. Sie beobachtet, wie ein Maskierter einem Auto entsteigt und eine Waffe auf den Jogger richtet. Ein Schuss fällt und Alicja geht zu Boden, als habe man sie getroffen. Als sie die Augen wieder aufschlägt, sieht sie den Jogger, der sich über sie beugt und fragt, ob alles in Ordnung sei.
Später begegnet Alicja genau diesem Mann in der Fabrik wieder, in der sie arbeitet. Sein Verhalten ist ungewöhnlich. In der Cafeteria der Fabrik begegnet sie ihm erneut und beide kommen ins Gespräch. Er stellt sich ihr als Rabbit vor. Alicja findet ihn und sein Verhalten befremdlich und hält anfangs nicht viel von ihm, findet dann aber heraus, dass er eigentlich ein netter Kerl ist. Nach weiteren Treffen verliebt Alicja sich sogar in Rabbit.
Er nimmt sie zu einer Party mit, die von einer reichen, herrischen Frau namens Queenie gegeben wird. Die anwesenden Gäste entsprechen alle nicht den üblichen Normen und verhalten sich außergewöhnlich. Die folgende Zeit mit Rabbit gestaltet sich für Alicja sehr schön und abwechslungsreich, angesteckt von der Nonkonformität ihres Freundes.
Dann muss Alicja jedoch ausgerechnet zur Weihnachtszeit von Rabbit erfahren, dass Queenie beabsichtigt, ihn töten zu lassen. Er ist gerade dabei seine Koffer zu packen und erklärt Alicja, dass er das Land für immer verlassen müsse. Auf ihre Frage, was dann mit ihnen beiden werde, antwortet er, sie könnten ihre Liebe nicht mehr leben, obwohl Alicja ihm klarmacht, wie sehr sie ihn liebt. Rabbit erwidert, es sei auch für sie besser, sich von ihm zu lösen. Mit Tränen in den Augen wendet Alicja sich zum Gehen und meint: „Wir treffen uns in unseren Träumen wieder.“
Nachdem bei ihren Anrufen bei Rabbit niemand mehr abnimmt, fühlt Alicja tiefe Verzweiflung. Sie sieht nur einen Ausweg und tötet sich. Unmittelbar darauf erwacht sie in einer Welt, die voller Fantasiegestalten ist, die fröhlich sind und tanzen und singen. Dort trifft sie auch Rabbit wieder, der sich jedoch immer wieder von ihr entfernt. Die Stimmung schlägt jedoch schlagartig um, als Schüsse fallen. Alicja wird von zwei Gestalten festgehalten und zu einem Podest geführt, wo man sie köpfen will. In letzter Sekunde naht ein Hubschrauber, an dessen Strickleiter sie sich festklammert. Als Alicja wieder zu sich kommt, scheint sie sich in einer psychiatrischen Klinik zu befinden. Und kurze Zeit später wiederholt sich der Beginn ihres Treffens mit Rabbit einschließlich des Schusses, der ihn diesmal allerdings trifft aber im selben Moment auch Alicja wie getroffen zu Boden sinken lässt. Und dann sitzt Alicja wieder auf der Bank und schaut dem Jogger nach. War alles nur ein Traum, hat ihre Fantasie Alicja einen Streich gespielt, wie sieht die Realität aus, was hat tatsächlich stattgefunden?

## Produktion

### Produktionsnotizen
Produzierende Firmen waren Cibelco, die General Film Company, die Hendale Leisure Corporation, Poltel (CWPiFTV) sowie South Street Films. Gedreht wurde ab Januar 1980 in Jagiellonska und Stettin in der Woiwodschaft Westpommern in Polen. Der britische Schauspieler Jack Wild erkrankte während der Dreharbeiten in Polen schwer an akuter Pankreatitis.

### Soundtrack
Den Filmfeatures liegt ein Filmmusical von Henri Seroka, Lyriks von Gyllianna, zugrunde. Für die Musical-Nummern trug David Toguri die Verantwortung, das Musikarrangement und die Leitung lagen in den Händen von Charles Blackwell. Sophie Barjacs Gesang wurde on der schottischen Sängerin Lulu übernommen. Es tanzte das Ballett des Warschauer Opernhauses und das Ballett des polnischen Fernsehens.
- I’m just a Face in your Mirror, gesungen von Lulu für Sophie Barjac und Gunter Gabriel[2]
- Love is the Answer, gesungen von Lulu[3]
- Small Talk, gesungen von Susannah York, Jean-Pierre Cassel und Lulu für Sophie Barjac[4]
- Hello, my Friends, gesungen von Lulu für Sophie Barjac[5]

## Rezeption

### Veröffentlichung
Der Film kam am 29. März 1982 in die polnischen Kinos. Die deutsche Erstausstrahlung war am 26. Oktober 1999 auf RTL II. Veröffentlicht wurde der Film auch in der Sowjetunion, dort unter dem Titel Алиса.

### Kritik
Bei The Last exit sprach man von einer komisch-romantischen Musikkomödie, die einen unsinnigen kriminellen Aspekt einbaue. Eine surreale Geschichte in einen konventionellen romantischen Film zu zwängen, das könne nur falsch sein, wurde festgestellt. Anscheinend hätten die polnischen Filmemacher Pillen genommen, die zu einem solch sinnlosen Unterfangen beitrugen. Die Geschichte von Alice, die sich in einen exzentrischen Jogger namens Rabbit verliebe, der von kriminellen Elementen verfolgt werde und von Queenie, einer reichen Frau, die jeden um sich herum terrorisiere, sei so seltsam, wie die gesamte Geschichte. Auch die Szenen in einer Fabrik, in der viel getanzt und gesungen werde, erinnerten eher an eine Klapsmühle.
Cinema hingegen sprach von einer „originelle[n] Version des Klassikers Alice im Wunderland“.
Für das Portal Filmdienst handelte es sich bei dieser Verfilmung, die in einer „bizarren Welt“ stattfindet, „in der die Gesetze der Logik keine Gültigkeit mehr zu haben scheinen“ und „merkwürdige Charaktere“ Alicja durch „verwirrende Abenteuer“ führten, um eine „sehr freie Musical-Verfilmung des Kinderbuch-Klassikers Alice im Wunderland von Lewis Carroll“.